# خواكين إيوفراسيو جوزمان
خواكين إيوفراسيو جوزمان (بالإسبانية: Joaquín Eufrasio Guzmán)‏ (و. 1845 – 1846 م) هو سياسي من السلفادور، تولى منصب رئيس السلفادور.